# Bunge (Lampion)

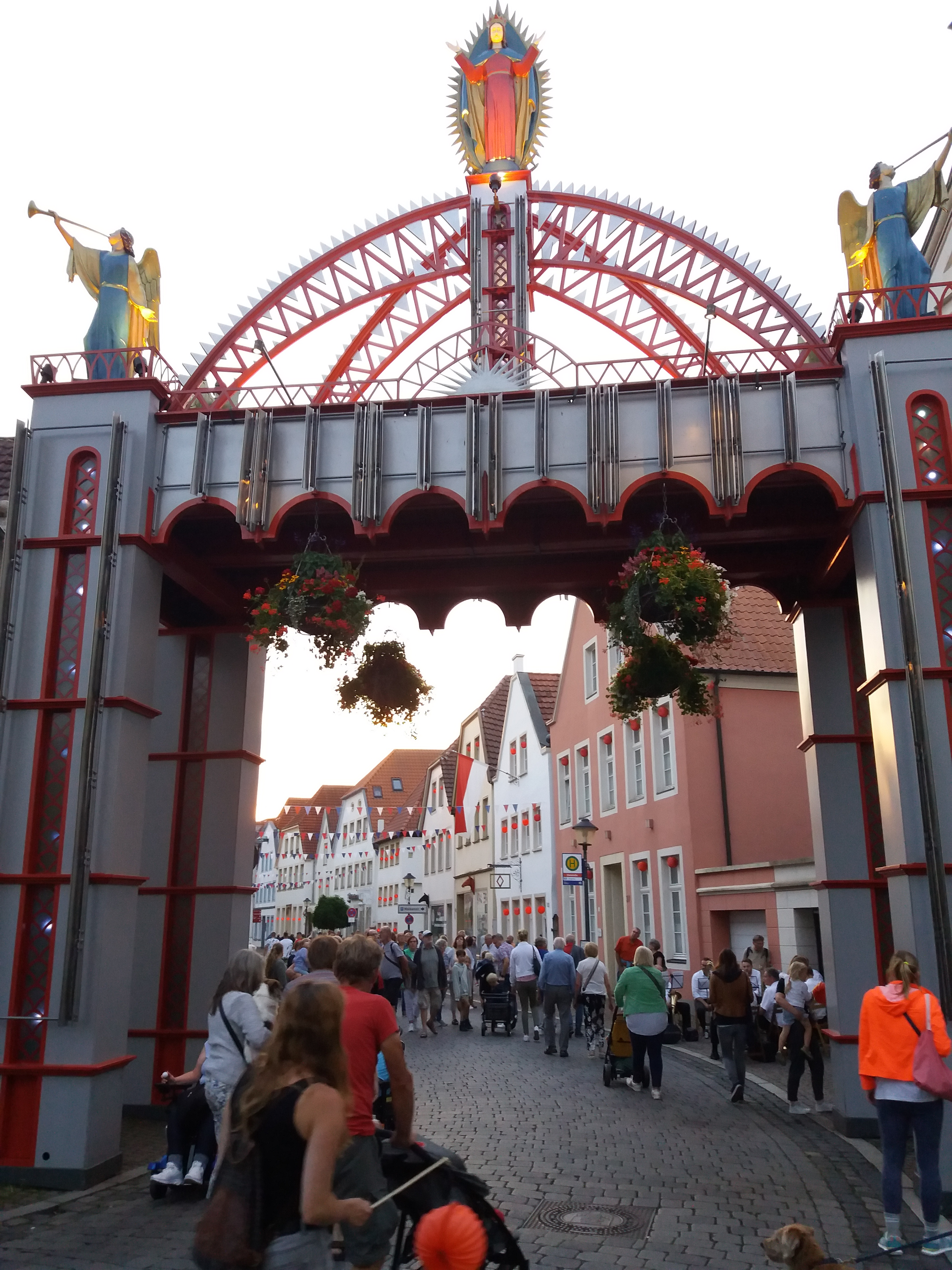
Strasse in Warendorf mit Bungen

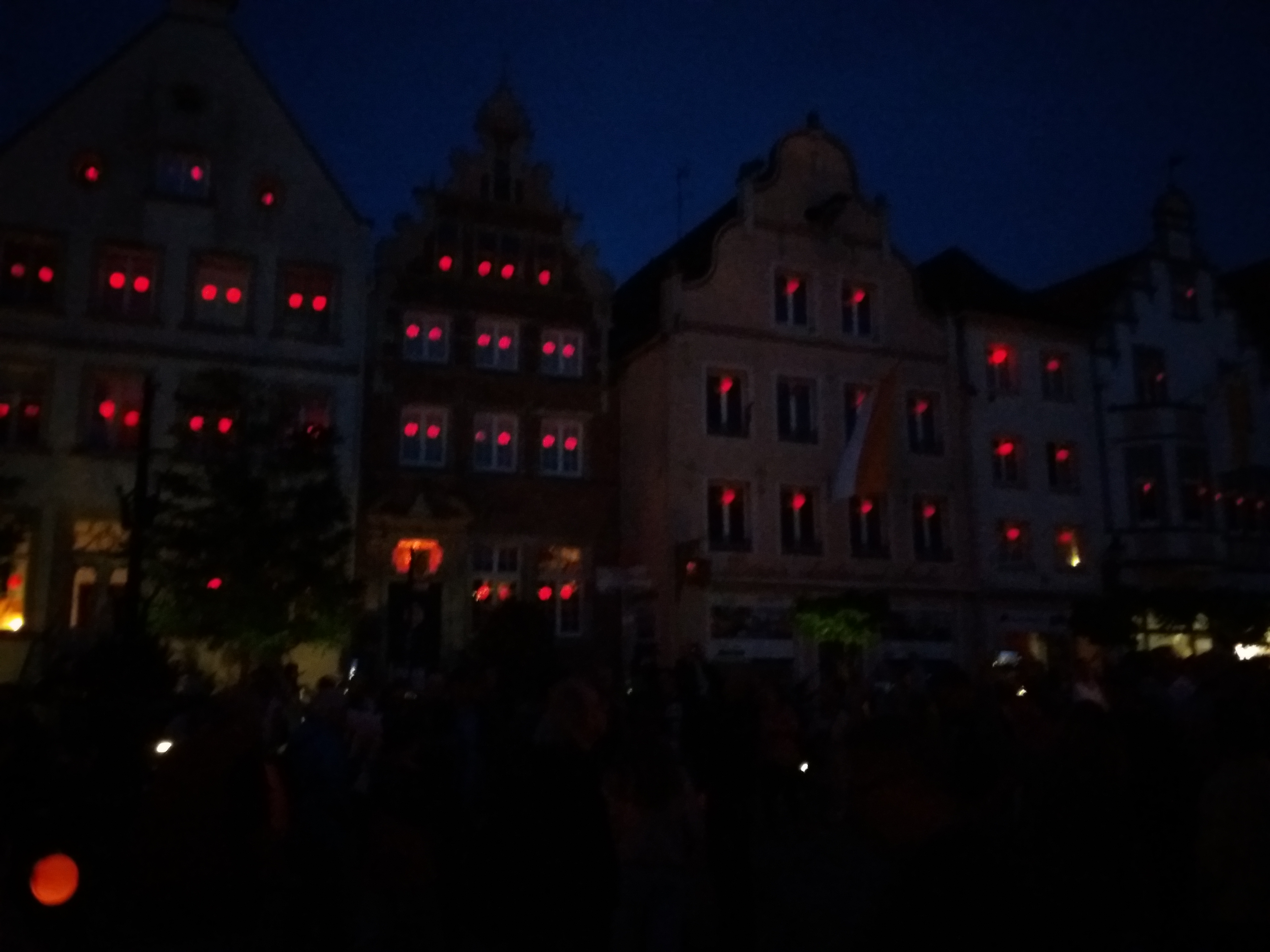
Marktplatz in Warendorf mit Bungen

Bunge ist ein in der nordrhein-westfälischen Kreisstadt Warendorf verwendeter Begriff und bezeichnet die im Zusammenhang mit dem örtlichen, über die Region hinaus bekannten Brauchtum zu Mariä Himmelfahrt verwendeten Lampions. Der Begriff wird regelmäßig auch in überregionaler Berichterstattung verwendet. Bungen sind grundsätzlich rot und dienen der Illumination der Häuser in der Warendorfer Altstadt am Vorabend (Samstag) des Festes, das, da Mariä Himmelfahrt in Nordrhein-Westfalen kein gesetzlicher Feiertag ist, auf den darauffolgenden Samstag und Sonntag verschoben wird. Ausschließlich rote Bungen werden seit der Zeit kurz nach dem Zweiten Weltkrieg verwendet, da auf Grund damaliger wirtschaftlicher Engpässe ausschließlich die Farbe Rot geliefert werden konnte. Infolgedessen blieb man aus ästhetischen Gründen bei späteren Festwochen dabei. Die Bungen werden dazu außen in die Laibungen der Fenster gehängt. In früheren Jahren war es bei oben genanntem Fest in Warendorf üblich, beim Gang durch die illuminierte Altstadt Bungen in der Hand mitzuführen.
Zu der Herkunft des Begriffes Bunge gibt es einen Hinweis aus dem Grammatisch-kritischen Wörterbuch der Hochdeutschen Mundart, Johann Christoph Adelung, Wien 1808. Dort wird Bunge als Synonym für Trommel (aber auch für Bohne) genannt. Trommel wäre zumindest der Form her ähnlich. Treffender ist die im selben Buch erwähnte dritte Bedeutung, die sagt, dass Bunge im Osnabrücker Land ein mit Leinwand bezogenes Behältnis zur Aufbewahrung von Lebensmitteln ist/war. Die beschriebene Konstruktion kommt der üblichen Bauart von Lampions sehr nahe und auch die räumliche Nähe zum Warendorfer Raum spricht für diese Erklärung. Der Begriff „Bunge“ setzte sich wohl erst im 20. Jahrhundert durch; zuvor bezeichnete man die Lampions als Fackeln.
Erstmals 2022 wurden Bungen aus Nylon aufgehängt, 2023 wurden weitere 130 der neuen Machart verwendet. Vor allem das Abfärben der Papierbungen bei regnerischer Witterung kann zu Schäden/Verfärbungen an den Hausfassaden führen. 2024 waren Nylonbungen bei der Touristinformation erhältlich, die (u. g.) Bürgerstiftung gibt traditionelle Papierbungen heraus.
Die Bürgerstiftung Warendorf gibt anlässlich des Festes zur Pflege dieser Tradition alljährlich Bungen zum Mitführen an Besucher aus.